# Maria Reiche

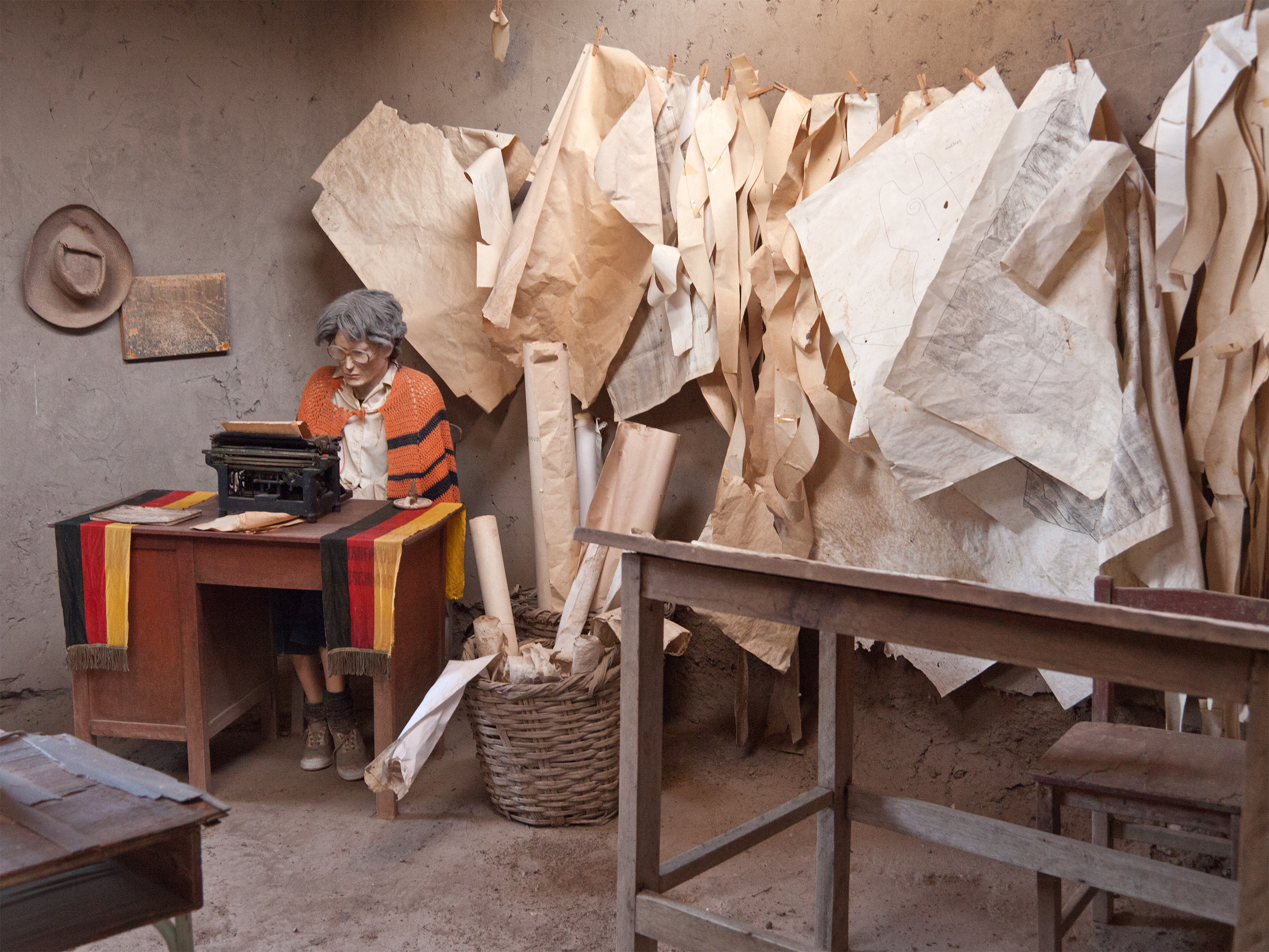
Maria Reiche, Wachsfigur im Maria-Reiche-Museum bei Nazca

Maria Reiche bzw. Viktoria Maria Reiche-Große (* 15. Mai 1903 in Dresden; † 8. Juni 1998 in Lima, Peru) war eine deutsche Lehrerin und Archäologin.
Sie wurde durch die systematische Untersuchung der Nazca-Linien, der sogenannten Scharrbilder in der Wüste bei Nazca in Peru, bekannt. Sie widmete mehr als 40 Jahre der Aufgabe, die Bedeutung der geheimnisvollen Bodenzeichnungen zu ergründen und sie vor Beschädigungen zu bewahren. Maria Reiche hat etwa 50 Figuren in der Ebene bzw. Pampa von Nazca entdeckt und insgesamt etwa 1000 Linien vermessen.

## Leben

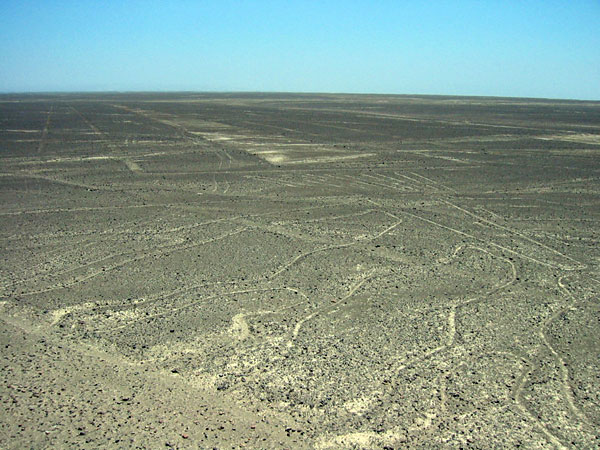
Nazca-Linien bei Nazca, Peru, vor 2005

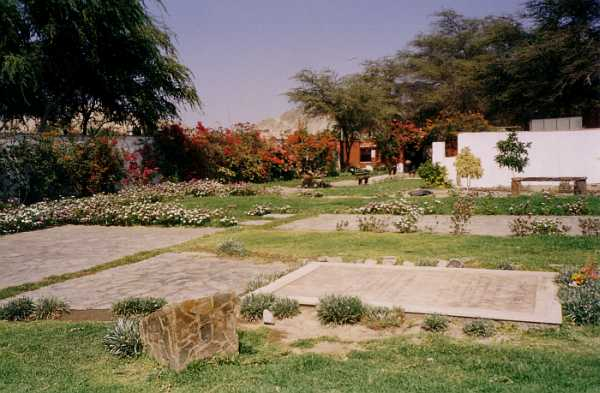
Grab von Maria Reiche in Nazca

Maria Reiche wurde in Dresden als ältestes von drei Kindern des Amtsgerichtsrates Felix Reiche-Große und dessen Ehefrau Anna Elisabeth, geb. Neumann, geboren. Nach dem Besuch der Städtischen Studienanstalt für Mädchen in Dresden studierte sie Mathematik, Physik und Geographie an der Technischen Hochschule Dresden und schloss 1928 mit dem Staatsexamen ab. 1932 nahm sie eine Stelle als Hauslehrerin beim deutschen Konsul in Cusco, Peru, an. 1934 ging sie in die Hauptstadt Lima und lebte dort von Gelegenheitsjobs, Sprach- und Gymnastikunterricht.
1936 kehrte Reiche nach Deutschland zurück, entschloss sich aber aufgrund der politischen Situation wieder nach Peru zu fahren. Dort eröffnete sie 1937 eine Sprachschule, arbeitete im Museum für Archäologie und Anthropologie der Universität San Marcos, um historische Stoffe zu restaurieren, und übersetzte ins Spanische. 1941 nahm sie im Auftrag des US-amerikanischen Historikers Paul Kosok Messungen an den sogenannten Nazca-Linien vor, die 1926 entdeckt worden waren. 1946 begann sie allein, die rätselhaften Zeichnungen im Wüstenboden bei Nazca zu untersuchen.
Reiche war überzeugt: „…wenn es gelingt, alle Maße in Zeitangaben zu übersetzen, können wir in der Pampa lesen wie in einem riesigen Geschichtsbuch.“
Mit 52 Jahren ließ sich Maria Reiche außerhalb der Kanzel auf den Kufen eines Helikopters festbinden, um bessere Luftaufnahmen von den Riesenbildern machen zu können. Die Großaufnahmen machten sie weltbekannt. 1960 traf Maria Reiche den 21-jährigen Yonah Ibn Aharon. Er lebte in den USA und hatte in New York ein Komitee zum Schutz der Nazca-Linien gegründet. Zwischen 1962 und 1964 half er auf der Pampa. Er brachte zahllose Ideen in Reiches Arbeit ein, unter anderem entwickelte er ein Karteisystem, in das die Linien mit ihren Messpunkten und Eigenarten eingetragen wurden. Bis in die 1960er-Jahre hatte Maria Reiche ein Gebiet von rund 150 Quadratkilometern zu Fuß vermessen. Dabei lebte sie spartanisch in einer kleinen Hütte am Rande der Pampa Colorada oder gemeinsam mit ihrer Freundin und Partnerin Amy Meredith, die 1960 starb, in einem Haus in Lima. Seit den 1950er Jahren engagierte sie sich für den Schutz der Bodenzeichnungen, ließ einen Beobachtungsturm bauen, denn seit Anfang der 1970er-Jahre wurden die Nazca-Linien zu einer Touristenattraktion, und erreichte 1973 ihre Unter-Schutz-Stellung durch den peruanischen Staat. Ihr Engagement führte 1994 zur Aufnahme der Linien und Bodenzeichnungen von Nazca und Pampa de Jumana in die Liste des UNESCO-Welterbes.
Am 8. Juni 1998 starb Maria Reiche mit 95 Jahren. Die Trauerfeier fand am 10. Juni 1998 im Nationalmuseum von Peru statt. Sie wurde in Nazca neben der Hütte begraben, in der sie über 25 Jahre lang gelebt hatte.

## Ehrungen und Nachwirkung
Reiche erhielt 1983 das Bundesverdienstkreuz 1. Klasse der Bundesrepublik Deutschland, den Orden der Weisen der Inka und den Sonnenorden, die höchste Auszeichnung der Republik Peru. Für ihre Leistungen erhielt sie fünf Ehrendoktorwürden (darunter den Ehrendoktortitel der Peruanischen San-Marcos-Universität) und als 90-Jährige, in Anerkennung ihrer Leistungen für das Land, die peruanische Staatsbürgerschaft. Zudem wurde der Flughafen von Nazca nach ihr in Aeropuerto Maria Reiche Neuman benannt.
Nach ihrem Tode wurde in der einfachen Hütte, in der sie über 25 Jahre lang ohne fließendes Wasser und Strom gelebt hatte, ein Museum eingerichtet. Im Maria-Reiche-Museum bei Nazca wird ihre damalige Wohnsituation realistisch nachgebildet, mit einer Wachsfigur von Maria Reiche zur Darstellung ihrer Arbeit an der Schreibmaschine. Die Besucher können unter anderem Zeichnungen und ihr Maßband sehen, außerdem archäologische Funde, die in ihren Besitz gelangt waren: einige Schädel, eine Mumie und die Skulptur einer gebärenden Frau. Ihr Grab befindet sich unmittelbar neben dem Museum.
In Dresden, der Heimatstadt Maria Reiches, hat sich im Jahr 1994, also noch zu ihren Lebzeiten, ein Verein gegründet, der ihren Namen trägt. Der Verein würdigt Reiches Lebenswerk, versucht ihre Leistungen der Öffentlichkeit zu vermitteln und führt ihre wissenschaftliche Arbeit fort, die Erforschung der Nazca-Linien im Blick auf den möglichen Zusammenhang mit astronomischen Konstellationen.
Zu Ehren von Maria Reiche wurde 1996 der ihr gewidmete öffentliche Park Maria Reiche in Miraflores an der Küste von Lima, Peru, eröffnet. In der Botschaft der Republik Peru in Berlin wurde ein Saal nach Maria Reiche benannt. 
In der Tageszeitung Dresdner Neueste Nachrichten wurde sie in den Kreis der „100 Dresdner des 20. Jahrhunderts“ gewählt.
Im Industriegebiet Dresden-Klotzsche wurde im Oktober 2005 eine Straße nach Maria Reiche benannt.

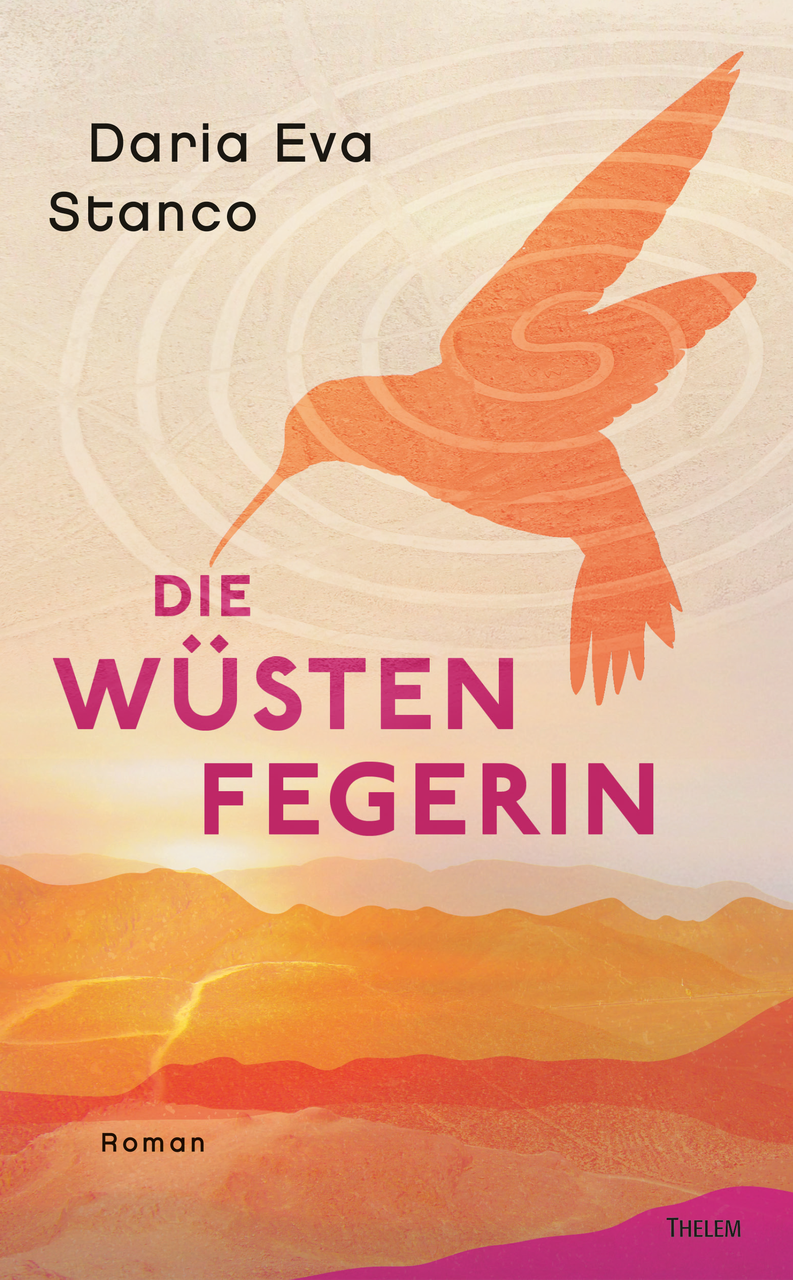
Cover zum Roman „Die Wüstenfegerin“.

Mit dem Maria-Reiche-Programm fördert Reiches Alma Mater, die TU Dresden, seit 2011 Nachwuchswissenschaftlerinnen und versucht, den Anteil von Frauen am wissenschaftlichen Personal zu erhöhen.
Zu ihrem 115. Geburtstag wurde sie von der Suchmaschine Google mit einem Doodle geehrt, das ihre Forschungen an den Nazca-Linien würdigt.
Am 24. August 2021 wurde ein Asteroid nach ihr benannt: (369134) Mariareiche.
2019 feierte in Peru das Theaterstück La Dama de Nazca von Sonja Ortiz, das die Lebensgeschichte von Reiche erzählt, Premiere. Die Deutschlandpremiere fand 2021 im Berliner Theater Aufbau Kreuzberg (tak) statt. Seitdem tourt die Inszenierung auch unter dem deutschen Titel Maria fegt die Wüste.
Im Frühjahr 2024 erschien der Roman Die Wüstenfegerin von Daria Eva Stanco, der auf dem eindrucksvollen Leben von Maria Reiche basiert. Stanco erzählt eine Geschichte, die zeigt, was echte Berufung und Leidenschaft bedeuten, indem sie die Lesenden auf eine Reise zu einem Jahrtausende alten Geheimnis in der peruanischen Wüste mitnimmt.

## Veröffentlichungen (Auswahl)
- zus. mit Paul Kosok: The mysterious markings of Nazca, in: Natural History, Bd. 56 (1947), S. 200–207.
- zus. mit Paul Kosok: Ancient Drawings on the Desert of Peru, in: Archaeology, Bd. 2 (1949), S. 206–15.
- Mystery on the desert. A new revelation of ancient Peru. A study of the ancient figures and strange. Ed. Médica Peruana, Lima 1949; deutsch: Geheimnis der Wüste. Mystery on the Desert. Secreto de la Pampa. Selbstverlag Maria Reiche, Stuttgart-Vaihingen 1968 (1980).
- Vorgeschichtliche Scharrbilder in Peru. In: Photographie und Forschung. Werkszeitung ZEISS-IKON. Bd. 6, Heft 4, 1954.
- Vorgeschichtliche Bodenzeichnungen in Peru. In: Die Umschau in Wissenschaft und Technik. 55. Jahrgang (1955), Heft 11.
- Kommentar aus Nazca. In: Ernst von Khuon (Hrsg.): Waren die Götter Astronauten? Wissenschaftler diskutieren die Thesen Erich von Dänikens. Econ, Düsseldorf 1970, ISBN 3-430-15382-4, Taschenbuchausgabe: Droemer, München/Zürich 1972, ISBN 3-426-00284-1, S. 208–213.
- Peruanische Erdzeichnungen/Peruvian Ground Drawings. Hrsg.: Kunstraum München e. V. München 1974.

## Radio- und Film-Dokumentationen
- Tatort Peru: Im Bann der Nasca-Linien TV-Dokumentation zu den Nazca-Linien in der ZDF-Reihe Terra X, 2009, online bei YouTube (43:38 Min.)
- Gianfranco Annichini: Maria del Desierto. Maria Reiche erzählt aus ihrem Leben. Spanisch, 1982 (13:03 Min.)
- Jacques Collet: Maria Reiche - La dame de Nazca. Reportage Fr, 4 avril 1980, TF1 (online bei Youtube, 23:54)[21]
- Maria Reiche - Die Retterin der Nasca-Linien in der Reihe Abenteurerinnen des Deutschlandfunk vom 30. August 2020.